# Карловец Лудбрешки
Карловец Лудбрешки је насељено место у саставу општине Свети Ђурђ у Вараждинској жупанији, Хрватска. До територијалне реорганизације у Хрватској налазио се у саставу старе општине Лудбрег.

## Становништво
На попису становништва 2011. године, Карловец Лудбрешки је имао 591 становника.

## Попис1991.
На попису становништва 1991. године, насељено место Карловец Лудбрешки је имало 648 становника, следећег националног састава:
| Попис 1991.‍  | Попис 1991.‍  | Попис 1991.‍ | Попис 1991.‍ | Попис 1991.‍ |
| ------------ | ------------ | ----------- | ----------- | ----------- |
|              |              |             |             |             |
| Хрвати       | Хрвати       |             | 616         | 95,06%      |
| Роми         | Роми         |             | 22          | 3,39%       |
| Срби         | Срби         |             | 2           | 0,30%       |
| неопредељени | неопредељени |             | 7           | 1,08%       |
| непознато    | непознато    |             | 1           | 0,15%       |
| укупно: 648  |              |             |             |             |